# Linea di successione al trono dell'Impero ottomano

Lo stemma della monarchia ottomana

La linea di successione al trono dell'Impero ottomano segue il criterio del seniorismo, ovvero, il legittimo successore è il membro più vecchio della casa di Osman.
Attualmente il capo della casa imperiale di Osman è sua altezza imperiale il principe Harun Osman Osmanoğlu, nato il 22 gennaio 1932 a Damasco (Siria), discendente di Abdul-Hamid II. Secondo la genealogia della casa imperiale di Osman, ci sono attualmente ventidue persone nella linea di successione dopo Harun Osmanoğlu:
1. Osman Selaheddin Osmanoğlu, nato nel 1940, discendente di Murad V
2. Ömer Abdülmecid Osmanoğlu, nato nel 1941, discendente di Mehmet V
3. Mehmed Ziyaeddin, nato nel 1947, discendente di Mehmet V
4. Roland Selim Kadir, nato nel 1949, discendente di Abdul-Hamid II
5. Selim Djem, nato nel 1955, discendente di Abdul Mejid I
6. Orhan İbrahim Suleiman Saadeddin, nato nel 1959, discendente di Abdülaziz
7. Orhan Osmanoğlu, nato nel 1963, discendente di Abdul-Hamid II
8. Eric Mehmed Ziyaeddin Nazim, nato nel 1966, discendente di Mehmet V
9. Orhan Murad Osmanoğlu, nato nel 1972, discendente di Murad V
10. Mahmud Francis Osmanoğlu, nato nel 1975, discendente di Mehmet V
11. René Osman Abdul Kadir, nato nel 1975, discendente di Abdul-Hamid II
12. Daniel Adrian Hamid Kadir, nato nel 1977, discendente di Abdul-Hamid II
13. Abdulhamid Kayıhan Osmanoğlu, nato nel 1979, discendente di Abdul-Hamid II
14. Selim Süleyman Osmanoğlu, nato nel 1979, discendente di Murad V
15. Nazım Osmanoğlu, nato nel 1985, discendente di Mehmet V
16. Yavuz Selim Osmanoğlu, nato nel 1989, discendente di Abdul-Hamid II
17. Turan Cem Osmanoğlu, nato nel 2004, discendente di Murad V
18. Tamer Nihad Osmanoğlu, nato nel 2006, discendente di Murad V
19. Harun Osmanoğlu, nato nel 2007, discendente di Abdul-Hamid II
20. Batu Bayezid Osmanoğlu, nato nel 2008, discendente di Murad V
21. Ziya Reşad Osmanoğlu, nato nel 2012, discendente di Mehmet V
22. Cem Ömer Osmanoğlu, nato nel 2015, discendente di Mehmet V